# Лукан (Минесота)
Лукан (енгл. Lucan) град је у америчкој савезној држави Минесота.

## Демографија
По попису из 2010. године број становника је 191, што је 35 (-15,5%) становника мање него 2000. године.
| Група             | 2000.       | 2010.       |
| Белци             | 219 (96,9%) | 189 (99,0%) |
| Афроамериканци    | 1 (0,4%)    | 0 (0,0%)    |
| Азијати           | 0 (0,0%)    | 0 (0,0%)    |
| Хиспаноамериканци | 4 (1,8%)    | 1 (0,5%)    |
| Укупно            | 226         | 191         |